# Open Document Architecture
Open Document Architecture (ODA), d. Office Document Architecture – opracowany przez International Telecommunication Union (ITU-T) i ukończony w 1999 r. standard dla złożonych dokumentów, pozwalający wymieniać tekst, grafikę i faksymile między platformami systemowymi. Standard jest de facto nieużywany.